# ZWCAD
O ZWCAD é um software de desenho assistido por computador (Computer Aided Design) criado pela ZWSoft, empresa chinesa fundada em Guangzhou em 1998.

## Descrição
Programa de desenho bidimensional (2D) embora possua também a possibilidade de trabalhar com modelação tridimensional através de sólidos e com fotorrealismo. O software tem usabilidade para arquitectos, engenheiros civis, engenheiros técnicos, projectistas de gás, electricidade e ITED, assim como designers, topógrafos e desenho de moldes. O software é apenas disponibilizado para o Sistema Operativo Windows nas versões XP, 2000, Vista e 7.
O ZWCAD é disponibilizado em duas versões: Standard e Pro. A diferença entre o ZWCAD Standard e o ZWCAD PRO reside apenas no facto de a versão Pro permitir modelar sólidos em 3D e trabalhar com a linguagem de programação Visual Basic.

## Programação
No ZWCAD é possível a criação de novas aplicações com bases nas seguitnes linguagens de programação:
- AutoLISP - Uma adaptação do LISP para AutoCad.
- VBA - Programação com Visual Basic.
- ZRX - Permite criar novas funcionalidades e mecanismos gráficos avançados utilizando a conhecida linguagem de programação C++.